# La Petite Roque
Cet article concerne la nouvelle de Maupassant. Pour les autres significations, voir La Petite Roque (homonymie).
La Petite Roque est une nouvelle de Maupassant, parue en 1885.
La nouvelle dénonce l'incurie du milieu judiciaire et des services de police en province. Le récit se passe dans un village de campagne, où un matin, le facteur découvre le corps nu d'une jeune fille sur le bord de la rivière. Les premières constatations montrent qu'elle a été violée, puis étranglée. Le principal suspect est un rôdeur. Les gendarmes établissent avec le maire la liste des suspects, au nombre de trois. Le temps passe, et aucune arrestation n'a été effectuée faute de preuves.

## Historique
La Petite Roque est d'abord publiée dans Gil Blas du 18 au 23 décembre 1885, puis reprise dans le recueil La Petite Roque paru le 10 mai 1886.
La nouvelle de Maupassant a été adaptée à la télévision en 1986 par Claude Santelli.

## Résumé
Médéric le facteur, lors de sa tournée habituelle, découvre le corps nu d’une jeune fille morte dans les bois du maire qui se trouve être celui de Louise, la petite Roque. Il se dépêche alors de prévenir le maire, Renardet, qui vient sur la scène du crime constater les faits avec les gendarmes et le juge, un de ses amis. La mère de la petite arrive, se lamente et pleure au-dessus du corps. Elle implore qu’on lui rende les habits de sa fille qui n’ont pas encore été retrouvés. Tous les enquêteurs mangent à la table du maire où ils cherchent à trouver le coupable. Et tous finissent par en déduire que le meurtrier n’est autre qu’un étranger déjà reparti.
Cependant, le lendemain, les sabots de la jeune fille sont retrouvés devant le pas de la porte de sa mère, ce qui montre que le meurtrier n’est pas un étranger, mais quelqu’un du pays. Tout le monde est soupçonné. Trois suspects sortent du lot, mais sont vite disculpés. Les recherches durent tout l’été, mais on ne découvre pas le criminel ; l’affaire est alors classée.
Après l’été, personne ne vient plus sur la futaie, sauf le maire qui, chaque jour, à la nuit tombée, vient se promener à l’endroit où a eu lieu le crime. Un jour, il décide de faire abattre la futaie ; un accident horrible manque alors de se produire quand Renardet passe sous le grand chêne qu’on est en train d’abattre, mais l’arbre ne fait que lui frôler les côtes. Renardet rentre    alors chez lui, mais n'arrive pas à dormir. En effet, il se croit hanté par la jeune fille : il la voit marcher dans son bois, voilà pourquoi il a abattu sa futaie. Pour se libérer de sa folie, il décide d’avouer dans les moindres détails son crime dans une lettre destinée à son ami magistrat : il a surpris la jeune fille se baignant nue et n'a pu refréner un élan de folie meurtrière face à ce jeune corps. Mais il change d’avis et veut rattraper la lettre emportée par Médéric. Le facteur refuse net, car il trouve le comportement du maire suspect. Renardet décide, par désespoir, de se jeter du haut de son donjon.

## Adaptations
- 1918 : La Petite Ellie, film russe du cinéaste Yakov Protazanov, adaptée de la nouvelle La Petite Roque de Maupassant.

- 1986: La Petite Roque[2], épisode 6 de la série télévisée française L'ami Maupassant, adaptation télévisuelle de Claude Santelli diffusée en 1986. Elle présente de nombreuses différences avec la nouvelle, dans le déroulement de l'histoire comme dans les caractéristiques des personnages.

## Édition
- La Petite Roque, dans Maupassant, Contes et Nouvelles, tome II, texte établi et annoté par Louis Forestier, éditions Gallimard, Bibliothèque de la Pléiade, 1979  (ISBN 978-2-07-010805-3)